# Pic de l'Aiguille de Jade
Le pic de l'Aiguille de Jade (chinois simplifié 玉尖峰 ; chinois traditionnel 玉尖峰 ; pinyin yù jiān fēng) est le sommet le plus élevé du mont Jinyun à Chongqing, il culmine à 1 050 m d'altitude.